# Stygonitocrella guadalfensis
Stygonitocrella guadalfensis is een eenoogkreeftjessoort uit de familie van de Ameiridae. De wetenschappelijke naam van de soort is voor het eerst geldig gepubliceerd in 1985 door Rouch.